# گاورینا ترمه
گاورینا ترمه (به ایتالیایی: Gaverina Terme) یک چشمه آب گرم و کومونه در ایتالیا است که در استان برگامو واقع شده‌است. گاورینا ترمه ۵٫۲ کیلومتر مربع مساحت و ۹۳۲ نفر جمعیت دارد و ۵۰۹ متر بالاتر از سطح دریا واقع شده‌است.